# 243 a.C.
Il 243 a.C. (CCXLIII a.C. in numeri romani) è un anno  del III secolo a.C.

## Eventi
- Arato di Sicione conquista Corinto.

## Nati
- Seleuco III Cerauno, ultimo re della dinastia seleucide (anno approssimato).

## Morti
- Perseo di Cizio, filosofo greco antico